# Ivona Kundert
Ivona Kundert (Osijek, 21. listopada 1987.) je hrvatska kazališna, televizijska i filmska glumica.

## Filmografija

### Televizijske uloge
- "Crno-bijeli svijet" kao Vlatka (2015. – 2021.)
- "Drugo ime ljubavi" kao Josipa Novak (2019. – 2020.)
- "Na granici" kao supruga Dinka Dude (2019.)
- "Čista ljubav" kao Sara (2017.)
- "Zlatni dvori" kao TV novinarka (2017.)
- "Larin izbor" kao Aisha (2013.)

### Filmske uloge
- "<3" kao Ona (2017.)
- "Korak po korak" kao Grossova majka (2011.)

## Vanjske poveznice
- Ivona Kundert u internetskoj bazi filmova IMDb-u (engl.)
- Stranica na komedija.hr